# ساجرادو
ساجرادو ( Italian: ‎[saˈɡraːdo]‏؛ Bisiacco ؛ Friulian ؛ (بالسلوفينية: Zagraj)‏ وهي بلدية تقع في مقاطعة غوريزيا في منطقة فريولي فينيتسيا جوليا الإيطالية، وتقع على بعد حوالي 35 كيلومتر (22 ميل) شمال غرب ترييستي وحوالي 13 كيلومتر (8 ميل) جنوب غرب غوريزيا، على الضفة اليسرى لنهر إيسونزو.
تقع ساجرادو بالقرب من Monte San Michele، مقر المعارك الشرسة بين إيطاليا والنمسا والمجر خلال الحرب العالمية الأولى.

## المواصلات
تخدمها محطة سكة حديد ساغرادو للقطارات إلى تريست، أوديني، تريفيزو والبندقية.

## المدن المتشابهة
- Branik, Slovenia
- Győrság, Hungary
- Poggersdorf, Austria